# Liste der Baudenkmäler in Wieseth
Auf dieser Seite sind die Baudenkmäler in der mittelfränkischen Gemeinde Wieseth zusammengestellt. Diese Tabelle ist eine Teilliste der Liste der Baudenkmäler in Bayern. Grundlage ist die Bayerische Denkmalliste, die auf Basis des Bayerischen Denkmalschutzgesetzes vom 1. Oktober 1973 erstmals erstellt wurde und seither durch das Bayerische Landesamt für Denkmalpflege geführt wird. Die folgenden Angaben ersetzen nicht die rechtsverbindliche Auskunft der Denkmalschutzbehörde.
 Diese Liste gibt den Fortschreibungsstand vom 15. April 2020 wieder und enthält 7 Baudenkmäler.

## Baudenkmäler nach Gemeindeteilen

### Wieseth
| Lage                                      | Objekt                                                      | Beschreibung | Akten-Nr.    | Bild           |
| ----------------------------------------- | ----------------------------------------------------------- | --- | ------------ | -------------- |
| Hauptstraße 28; Hauptstraße 26 (Standort) | Evangelisch-lutherische Pfarrkirche, ehemals St. Wenzeslaus | Spätmittelalterliche Chorturmkirche, Turm mit oktogonalem Aufsatz und Zeltdach, spätgotisch, neugotisches Langhaus mit Satteldach und Querhaus, 1913/14; mit Ausstattung | D-5-71-223-2 | weitere Bilder |
| Hauptstraße 28; Hauptstraße 26 (Standort) | Friedhofsmauer                                              | Aus Bruchstein im Kern mittelalterlich, Torpfosten 18. Jahrhundert, mit integriertem Kriegerdenkmal um 1920, Sandsteinpfeiler mit Löwenfigur, um 1920                    | D-5-71-223-2 | BW             |
| Hauptstraße 57 (Standort)                 | Pfarrhaus                                                   | Teilweise verputzter Satteldachbau mit Fachwerk-Obergeschoss und mittigem Zwerchhaus, 1797, mehrfach umgebaut                                                            | D-5-71-223-3 | Pfarrhaus      |
| Hauptstraße 61 (Standort)                 | Gastwirtschaft                                              | Zweigeschossiger verputzter Satteldachbau auf hohem Kellergeschoss, um 1800                                                                                              | D-5-71-223-4 | BW             |
| Herrieder Straße 2 (Standort)             | Ehemaliger Gasthof                                          | Zweigeschossiger Walmdachbau mit verputztem Fachwerk-Obergeschoss, bezeichnet „1744“                                                                                     | D-5-71-223-5 | BW             |
| Herrieder Straße 2 (Standort)             | Toreinfahrt                                                 | Bezeichnet „1579“ | D-5-71-223-5 | BW             |
| Herrieder Straße 2 (Standort)             | Nebengebäude                                                | Erdgeschossiger Putzbau mit Satteldach, 18. Jahrhundert | D-5-71-223-5 | BW             |

### Forndorf
| Lage                  | Objekt                | Beschreibung                                                                             | Akten-Nr.    | Bild |
| --------------------- | --------------------- | ---------------------------------------------------------------------------------------- | ------------ | ---- |
| Forndorf 2 (Standort) | Ehemaliges Bauernhaus | Eingeschossiges Wohnstallhaus mit Fachwerkgiebel und angefügter Scheune, 18. Jahrhundert | D-5-71-223-7 | BW   |

### Lölldorf
| Lage                   | Objekt           | Beschreibung                   | Akten-Nr.    | Bild |
| ---------------------- | ---------------- | ------------------------------ | ------------ | ---- |
| In Lölldorf (Standort) | Zwei Sühnekreuze | Aus Sandstein, mittelalterlich | D-5-71-223-8 | BW   |

### Untermosbach
| Lage                       | Objekt                                       | Beschreibung | Akten-Nr.     | Bild |
| -------------------------- | -------------------------------------------- | --- | ------------- | ---- |
| In Untermosbach (Standort) | Evangelisch-lutherische Kapelle St. Bernhard | Kleiner verputzter Saalbau mit tief heruntergezogenem Steildach und Dachreiter, im Kern 14. Jahrhundert, später verändert | D-5-71-223-10 | BW   |

## Ehemalige Baudenkmäler
| Lage                                                                                              | Objekt         | Beschreibung                                            | Akten-Nr.    | Bild |
| ------------------------------------------------------------------------------------------------- | -------------- | ------------------------------------------------------- | ------------ | ---- |
| Wieseth Hauptstraße (Standort)                                                                    | Friedhofsmauer | Ende 19. Jahrhundert                                    | D-5-71-223-6 | BW   |
| Wieseth Hauptstraße (Standort)                                                                    | Friedhofskreuz | Gusseisern, gleichzeitig                                | D-5-71-223-6 | BW   |
| Wieseth Hauptstraße 18 (Standort)                                                                 | Reliefstein    | Ehemals farblich gefasster Sandstein, bezeichnet „1746“ | D-5-71-223-1 | BW   |
| Lölldorf An der Straße zwischen Kaierberg und Wieseth, nördlich bei Kilometerstein 9,5 (Standort) | Steinkreuz     | Mittelalterlich, Sandstein                              | D-5-71-223-9 | BW   |